# Сфера (вестник)
„Сфера“ (на гръцки: Σφαίρα) е гръцки вестник. Гръцкият писател и журналист Христос Левантас работи във вестника.
В броя на вестника от 1 септември 1959 година пише:
| „ | Близо до Лерин три села се заклеха...: Заклевам се в името на Бога, народа и честта си да не говоря повече български... | “ |